# Тимофеевский, Дмитрий Иванович
Дмитрий Иванович Тимофеевский (11 (23) сентября 1852 — 16 (29) июля 1903) — русский патологоанатом, профессор Томского университета.

## Биография
Дмитрий Тимофеевский родился 11 (23) сентября 1852 года в селе Хотимль Ковровского уезда Владимирской губернии в семье священника. Учился в Суздальском духовном училище и Владимирской духовной семинарии. Поступил на медицинский факультет Московского университета, окончил курс в 1878 году со степенью лекаря.
Работал в Московской губернии земским врачом. В 1881 году стал городским врачом Павловского посада Московской губернии. В 1883 году назначен сверхштатным младшим чиновником при Медицинском департаменте МВД, занимался научным совершенствованием в Московском университете. В лаборатории профессора Ф. П. Шереметевского под руководством профессора Л. З. Мороховца выполнил научную работу «О соотношении между давлением крови в венах (нижней полой и почечных) и определением мочи», за которую в 1888 году был удостоен степени доктора медицины. С 1891 года служил в Санкт-Петербурге прозектором общей патологии в Военно-медицинской академии. Одновременно с 1892 по 1895 был частным преподавателем физиологии при Фельдшерской военной школе.
В 1895 году был назначен экстраординарным профессором в Томский университет на кафедру общей патологии, с 1903 году — ординарный профессор. Читал курс общей патологии. Занимался исследованиями в области патологии и общей биологии. Написал ряд работ, посвящённых изучению крови и лимфы.
Умер в Томске 16 (29) июля 1903 года от эндотелиомы плевры. Похоронен на кладбище Иоанно-Предтеченского монастыря.

## Семья
Жена — Юлия Александровна (в девичестве Поносова, около 1861—1935). У них было 4 сына и 3 дочери. Один из сыновей, Александр Тимофеевский (1887—1985), стал крупным врачом-онкологом и патофизиологом.

## Награды
- Орден Святого Станислава II степени (1900)[1]
- Орден Святой Анны III степени[1]
- Медаль «В память царствования императора Александра III»[1]

## Сочинения
- Zur Frage uber die Regeneration der rothen Blutkorperchen // Centralblatt fur Allegemeine Pathologie und hathologische Anatomie. Jena. 1895. Bd. 6;
- Записки лекций по общей патологии. Томск, 1898;
- Die Einwirkung der Lymphagoga auf das Verhalten der Eiweisskorper im Blut in der Lymphe // Zeitschrift fur Biologie. Berlin. 1900. Bd. 38;
- Общая патология. Томск, 1908 г.